# Erica oxyandra
Erica oxyandra är en ljungväxtart som beskrevs av Guthrie och Bolus. Erica oxyandra ingår i släktet klockljungssläktet, och familjen ljungväxter. Inga underarter finns listade i Catalogue of Life.